# Superbike
Superbike (mot anglès traduïble per Supermoto) és una categoria del motociclisme de velocitat que es caracteritza pel fet que les motocicletes que s'hi fan servir (conegudes popularment pel seu nom en plural, Superbikes), són unitats modificades de models fabricats en sèrie i a l'abast, per tant, del públic en general. El contrari passa als Grans Premis de motociclisme, on hi corren motocicletes dissenyades específicament per a les curses que no són disponibles al mercat ni poden ésser conduïdes legalment per la via pública.
La màxima competició internacional d'aquesta modalitat és el Campionat del Món de Superbike (en anglès: Superbike World Championship). A banda, se'n celebren campionats estatals arreu del món, essent els més prestigiosos i disputats els del Regne Unit, EUA, Japó i Canadà. Les competicions de Superbike són molt populars entre els fabricants, ja que els ajuden a promocionar i vendre els seus productes, tal com recull el lema «Guanyar diumenge, vendre dilluns».

## Les motocicletes de Superbike
Les motos de competició de Superbike es deriven dels models de producció estàndard; per tal que una motocicleta pugui ésser admesa dins aquesta categoria cal que el fabricant n'homologui el model i en fabriqui la quantitat requerida d'unitats a comercialitzar. Tot i que les normes varien d'un campionat a l'altre, en general, les motocicletes han de mantenir el mateix perfil que les seves homòlogues matriculades, amb la mateixa aparença global vista tant des del davant com del darrere i de costat. Bàsicament, les Superbikes han d'assemblar-se als seus models de sèrie originaris, diferenciant-se'n bàsicament per l'absència d'enllumenat i retrovisors.
Tot i que el xassís no pot ser modificat, sí que es poden alterar alguns elements de la moto, com ara les suspensions, frens, basculant i el diàmetre i la mida de les rodes. Les motos de competició de Superbike han de tenir motor de quatre temps d'entre 850 cc i 1.200 cc si són bicilíndriques en V (v-twin), o bé d'entre 750 cc i 1.000 cc si són quadricilíndriques.
La restricció a models de producció diferencia les curses Superbike de les de MotoGP, on s'empren prototipus que s'assemblen ben poc a les motocicletes de producció. Això mateix passa a les curses d'automobilisme, on n'hi ha de cotxes de turisme i de Fórmula 1, per bé que la diferència de rendiment entre Superbike i MotoGP és molt menor.
La primera "Superbike" del món fou construïda pels germans Ross i Ralph Hannan a mitjan dècada de 1970. Pilots com ara el neozelandès Graeme Crosby varen començar a competir-hi amb èxit a Austràlia i a fora, fins i tot en curses de resistència com ara les 8 Hores de Suzuka o el Bol d'Or, obtenint força ressò internacional.

## El Campionat del Món

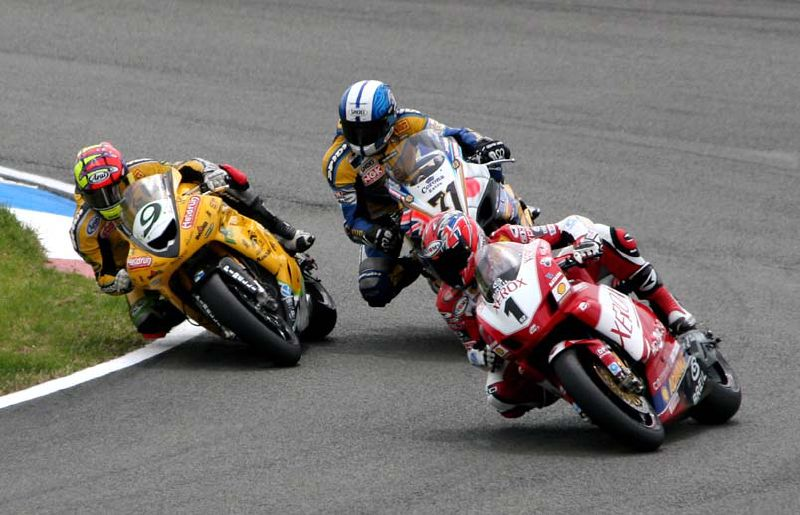
James Toseland (Ducati núm. 1) davant de Chris Walker (Kawasaki núm. 9) i Yukio Kagayama (Suzuki núm. 71) durant una cursa del mundial de 2005

El Campionat del Món de Superbike (també conegut com a SBK) és la principal competició internacional d'aquesta categoria. Fundat el 1988, l'ens regulador n'és la FIM i el gestiona i promou l'empresa FGSport.
Tot i que inicialment era vist com al parent pobre del més prestigiós mundial de MotoGP, el Campionat del Món de Superbike ha esdevingut una competició de renom que ha creat al seu entorn un ambient completament professionalitzat, tant de pilots com de fabricants i equips. Molts dels pilots que han competit en SBK durant els darrers anys són noms ben coneguts entre els afeccionats a les curses de velocitat, com ara els campions mundials de les temporades 2010 i 2011, Max Biaggi i Carles Checa, tots dos amb una llarga trajectòria anterior al mundial de velocitat.
El pilot més reeixit fins ara ha estat l'anglès Carl Fogarty, guanyador en quatre ocasions del campionat (1994-95, 1998-99). Pel que fa als fabricants, Ducati n'ha estat el més reeixit darrerament, acumulant 15 campionats de constructors. Honda l'ha guanyat 4 vegades i Suzuki una. L'australià Troy Bayliss va guanyar els títols de 2006 i 2008 pilotant per a l'equip Xerox Ducati i James Toseland guanyà el campionat de 2007 amb l'equip Hannspree Ten Kate Racing.
Pel que fa als pilots dels Països Catalans, a banda del ja esmentat Campió del Món Carles Checa han competit amb èxit al mundial de Superbike, entre d'altres, el seu germà David Checa, Dani Amatriaín, Joan Lascorz, Ivan Silva i Rubèn Xaus (Subcampió del Món la temporada de 2003). Hi han competit també amb resultats notables el mallorquí David Salom i el valencià Juan Bautista Borja. Finalment, un altre destacat pilot català de Superbike és Gregori Lavilla, guanyador del Campionat britànic el 2005.

## Competicions estatals
Les competicions estatals de Superbike varien molt en la seva dificultat i popularitat, essent les més populars les del Regne Unit i Nord-amèrica. També al Japó i Austràlia hi ha campionats que compten amb força seguiment, tot i que consten només d'una desena de curses per temporada.

### Campionat britànic

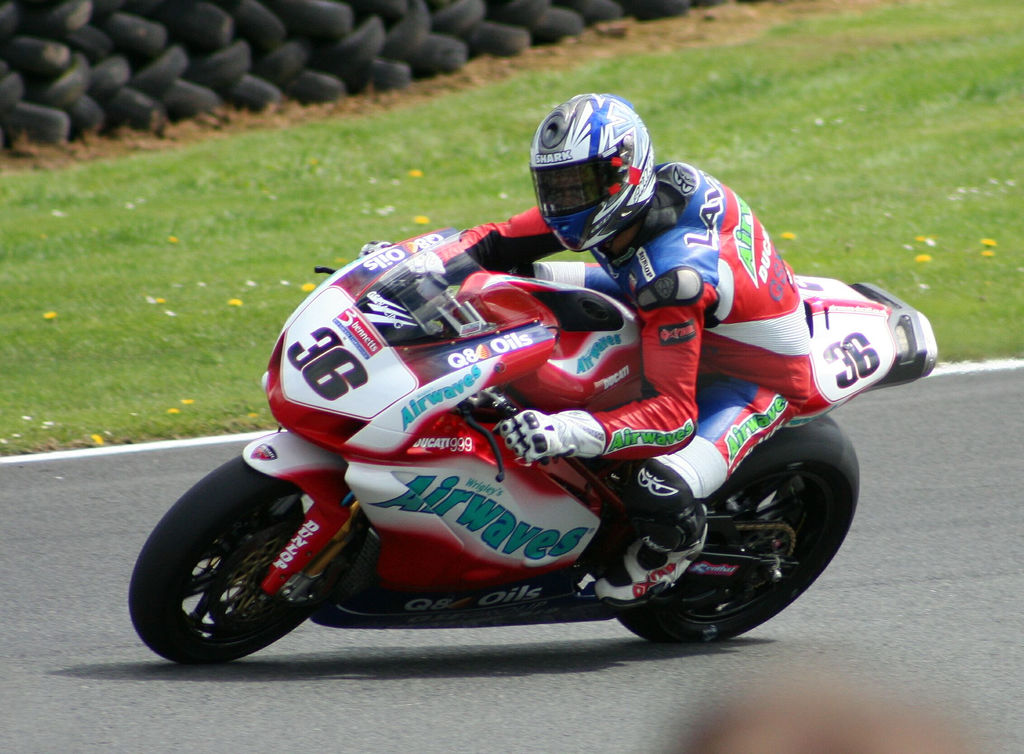
Gregori Lavilla amb la Ducati al BSB el 2005 (l'any que el guanyà)

El Campionat britànic de Superbike (British Superbike Championship, conegut com a "BSB") és el campionat de motociclisme de velocitat més popular al Regne Unit. El gestiona i organitza MCRCB-Events, mentre que els drets comercials i televisius recauen en MotorSport Vision. Hi participen equips amb el suport oficial de Ducati, Kawasaki, Suzuki i Yamaha, mentre que Honda hi compta amb l'únic equip oficial de Superbike fora del Japó.
El japonès Ryuichi Kiyonari va guanyar els títols de 2006, 2007 i 2010 amb l'equip HM Plant Honda. El títol de 2005 el guanyà Gregori Lavilla amb l'equip Airwaves Ducati.

### Campionat AMA de Superbike
El Campionat AMA de Superbike (AMA Superbike Championship) és la competició principal de Superbike als EUA. Forma part del campionat AMA Pro Racing, i va ser gestionat per l'AMA fins al 2009, any en què el Daytona Motorsports Group n'adquirí els drets. Instaurat el 1976, actualment és el campionat de Superbike més llarg que hi ha. S'hi permeten més modificacions als motors que a la majoria dels campionats de Superbikes.
L'australià Mat Mladin ha dominat el campionat durant els darrers anys, havent-ne guanyat 6 títols des de 1999. El campió del món de MotoGP del 2006, el nord-americà Nicky Hayden, va guanyar el campionat del 2002. El texà Ben Spies guanyà el del 2008 amb l'equip Yoshimura Suzuki, abans de passar al Campionat del Món com a pilot oficial de Yamaha.

### Campionat All Japan Superbike
L'All Japan Road Race Championship, conegut també com a MFJ Superbike, és el campionat de motociclisme de velocitat principal del Japó. Dirigit per la MFJ (Federació Motociclista del Japó), fou instaurat el 1967 i ha comptat amb una categoria de Superbike d'ençà de 1994. La competició consta d'un calendari reduït de 7 rondes, però compta amb un bon nombre de pilots i motocicletes japoneses. Atsushi Watanabe va guanyar el campionat de 2007 amb l'equip Yoshimura Suzuki.

### Parts Canada Superbike
El campionat canadenc de la categoria és el Parts Canada Superbike Championship. La competició dura de maig a setembre i es compon de sis a vuit rondes per temporada. Els pilots del campionat canadenc sovint competeixen al campionat AMA quan s'acaba la temporada del Parts Canada. Jordan Szoke va guanyar el seu quart títol consecutiu el 2009, amb l'equip canadenc oficial de Kawasaki.

### Altres campionats
- Irish Road Racing Championship (campionat d'Irlanda, disputat en carreteres tancades)
- Australian Superbike Championship (Austràlia)
- Championnat de France Superbike (França)
- China Superbike Championship (Xina)
- Campeonato Español de Velocidad, CEV (Estat espanyol)
- CIV Superbike (Itàlia)
- IDM Superbike (Alemanya)
- CitiBike Motorcycle Championship (Sud-àfrica)
- New Zealand Road Race Championship (Nova Zelanda)
- Dutch Superbike Kampioenschap (Països Baixos)

### Campionats discontinuats
- Campionat d'Europa de Superbike 750cc
- Campionat d'Àustria de Superbike
- Campionat de Suïssa de Superbike